# 陳柏任
陳柏任（英語：Chen Po-jen，1998年5月11日—）是台灣男子舉重運動員，出生於台南市東山區。

## 舉重生涯
陳柏任家住台南市東山區南勢里，是台南東原國中舉重隊第一代，當年校長黃添勇表示，當時學校剛成立舉重隊，師資和設備不齊全，陳柏任養成過程換了3個教練，同期好幾位選手都放棄，只有他堅持下來。
亞錦賽因表現不如預期，陳柏任無法把握最後衝刺奧運積分排名的機會，一度無緣東京奧運，但因為參賽席次遞補的緣故，得以搭上奧運國手的末班車。性格內向、話不多的陳柏任，在教練眼中自我管理能強，訓練也都按部就班，跟隊友互動也好，孝順的他放假也會回家幫忙農務，獎金也都交給家人處理，眾人不論場上場下對他評價都相當不錯。陳柏任曾在2018年世大錦拿下金牌，同年也是雅加達-巨港亞運國手，2019年天津世界盃以抓舉175公斤、挺舉200公斤與總和375公斤，改寫三項全國紀錄，並拿到抓舉金牌以及總和銀牌。
2020年高雄全大運結束後，當時教練林敬能就提出，陳柏任的挺舉能力還需要再加強，才更有競爭力，帳面成績也要有所提升，才有辦法幫助自己爭取奧運門票。
而在2021年塔什干亞錦賽，陳柏任卻在抓舉就遇到狀況，他開把170公斤前兩次試舉都沒能過關，第三次挑戰因左手肘彎曲才伸直被判失敗，用了挑戰卡也無法改變結果。
而在挺舉開把190公斤過關後，第二把200公斤失敗，最後一次試舉機會挑戰自己全國紀錄也未果，最終無緣獎牌，也影響到衝刺奧運的機會。

2021年因順位遞補首次參加2020年東京奧運男子舉重96公斤級項目，以抓舉176公斤、挺舉205公斤、總和381公斤，獲得第五名的殊榮。挺舉與總和的成績都刷新全國紀錄。

## 國際賽事成績
| 年份 | 比賽               | 地點        | 量級     | 抓舉 | 抓舉 | 挺舉 | 挺舉 | 總和 | 名次 |  |
| 年份 | 比賽               | 地點        | 量級     | 分數 | 名次 | 分數 | 名次 | 總和 | 名次 |  |
| ---- | ------------------ | ----------- | -------- | ---- | ---- | ---- | ---- | ---- | ---- |  |
| 2019 | 世界盃             | 中國 天津市 | 96公斤級 | 175  | 金牌 | 200  | 7    | 375  | 銀牌 |  |
| 2021 | 夏季奧林匹克運動會 | 日本 東京   | 96公斤級 | 176  | 5    | 205  | 5    | 381  | 5    |  |

## 外部連結
- 陳柏任在IWF（英语）
- 陳柏任在Olympedia（英语）
- 陳柏任的Instagram帳戶